# Fontaine-l'Abbé
 Fontaine-l'Abbé  là một xã thuộc tỉnh Eure trong vùng Normandie miền bắc nước Pháp.